# Стейси Ейбрамс
Стѐйси Иво̀н Ѐйбрамс (на английски: Stacey Yvonne Abrams, ['steɪsi iːˈvɒn ˈeɪbrəmz]) е американски политик от Демократическата партия.
Родена е на 9 декември 1973 година в Мадисън, Уисконсин, в афроамериканско работническо семейство. Установява се в Атланта, Джорджия, през 1989 година, когато родителите ѝ се подготвят там за методистки свещеници. През 1995 година завършва Колежа „Спелман“, през 1998 година защитава магистратура по политически науки в Тексаския университет в Остин, а през 1999 година докторат по право в Йейлския университет, след което работи като данъчен адвокат в Атланта. От 2007 до 2017 година е депутат в Камарата на представителите на Джорджия, като от 2011 година оглавява парламентарната група на Демократическата партия. През 2018 и 2022 година се кандидатира неуспешно за губернатор на щата. От 2018 година ръководи мащабна кампания за регистрация в избирателните списъци в Джорджия, в резултат на която в тях са включени около 800 хиляди нови гласоподаватели, а това спомага за успеха на демократите на президентските избори през 2020 година и междинните избори за федерален парламент през 2022 година.